# Freistaat Sachsen-Meiningen
Der Freistaat Sachsen-Meiningen entstand nach dem Ersten Weltkrieg aus dem Herzogtum Sachsen-Meiningen. Er existierte vom November 1918 bis zu seiner Vereinigung mit sechs weiteren Frei- und Volksstaaten zum Land Thüringen am 1. Mai 1920.

## Geschichte
Nach Aufforderung durch den Meininger Arbeiter- und Soldatenrat erklärte der Meininger Herzog Bernhard III. am 10. November 1918 seinen Thronverzicht. Sein Halbbruder und Thronfolger Ernst Bernhard Viktor Prinz von Sachsen-Meiningen beurkundete dies am 12. November. Für den gleichen Tag berief der Präsident des Landtages Eduard Fritze den 1909 zuletzt gewählten Meininger Landtag ein. Dieser bestellte eine Landesregierung, auch Staatsministerium oder Gesamtstaatsrat genannt. Vorsitzender und Erster Staatsrat wurde der Geheime Staatsrat Ludwig von Türcke, beamtete Staatsräte waren außerdem Karl Marr und Ottomar Benz. Aus den Reihen der Abgeordneten wurden Arthur Hofmann (SPD), Karl Knauer (SPD), Heinrich Eckardt (SPD) und Adalbert Enders (DDP) zu ehrenamtlichen Staatsräten gewählt. Noch am 30. Dezember 1918 wurde mit dem Herzog Bernhard III. ein Abfindungsvertrag über dessen Besitz- und Vermögensverhältnisse geschlossen. Unter anderem gingen 45.211 Hektar Wald, 931 ha geschlossene Güter und die Schieferbrüche in Lehesten in das Eigentum des Staates über. Als Abfindung wurden 11 Millionen Mark vereinbart. Dieser Betrag wurde allerdings nicht ausgezahlt, sondern der Herzog bekam 4,5 % Zinsen als monatliche Rente ausbezahlt.
Am 9. März 1919 fand die Wahl für einen neuen Landtag statt. Bei dieser erhielt die SPD eine absolute Mehrheit der Wählerstimmen. Trotzdem wurde die Regierung von 1919 ohne personelle Veränderungen am 9. April im Amt bestätigt.
Bezüglich des Zusammenschlusses mit den anderen Thüringischen Staaten zum neuen Land Thüringen verhielt sich das Land abwartend. Die Regierungskoalition wollte nur einem Großthüringen mit den preußischen Gebietsteilen beitreten während die Bauernvereinigung einen Anschluss an Preußen bevorzugte. Aufgrund der traditionell starken Bindungen zu Franken gab es außerdem in einigen Landesteilen Bestrebungen für einen Anschluss an Bayern. Im Gegensatz zum Freistaat Coburg erfolgte aber schließlich am 12. Dezember 1919, nach der Absage Preußens, mit deutlicher Mehrheit eine Zustimmung im Parlament für den Beitritt zum thüringischen Gemeinschaftsvertrag. Allerdings bestand die Regierung in einer Denkschrift auf einer Reihe von Vorbehalten und Sonderwünschen, welche vom Staatsrat Thüringens akzeptiert wurden. Insbesondere wollte man nicht, dass die Schulden der anderen Staaten Gemeinschaftsschulden des neuen Landes wurden und forderte das Zusammenbleiben aller meiningschen Landesteile. Die Sonneberger Landtagsabgeordneten – sie stellten mit dem Sozialdemokraten Peter Eduard Wehder den Landtagspräsidenten – konnten für den Kreis Sonneberg, das sogenannte Meininger Oberland, einige Forderungen durchsetzen. Dazu gehörte neben einer Bestandsgarantie für den Landkreis auch der Sitz der Industrie- und Handelskammer. Außerdem sollte das 1916 geschlossene amerikanische Konsulat in Sonneberg wiederbelebt werden.
Mit der Gründung des Landes Thüringen am 1. Mai 1920 hörte der Freistaat Sachsen-Meiningen formal auf als souveräner Bundesstaat zu bestehen. Aber noch im Herbst kam in einigen Gebieten Sachsen-Meiningens die letztendlich erfolglose Bestrebung „Los von Thüringen“ auf. Das „Gesetz über die Verwaltung der ehemaligen thüringischen Länder in der Übergangszeit“ vom 9. Dezember 1920 wandelte schließlich den Freistaat in einen Kommunalverband höherer Ordnung Gebiet Sachsen-Meiningen mit Gebietsvertretung und Gebietsregierung um, der schließlich am 1. April 1923 aufgehoben wurde. Der Landtag wandelte sich ohne Neuwahlen in die Gebietsvertretung.

## Wahl zum ersten Landtag
- Wahltermin: 9. März 1919
- Sitze im Landtag: 24

| Partei                 | Ergebnis | Sitze |
| ---------------------- | -------- | ----- |
| Meininger Bauernverein | 18,28 %  | 5     |
| DDP                    | 15,44 %  | 3     |
| DNVP                   | 6,44 %   | 1     |
| SPD                    | 52,20 %  | 13    |
| USPD                   | 7,64 %   | 2     |

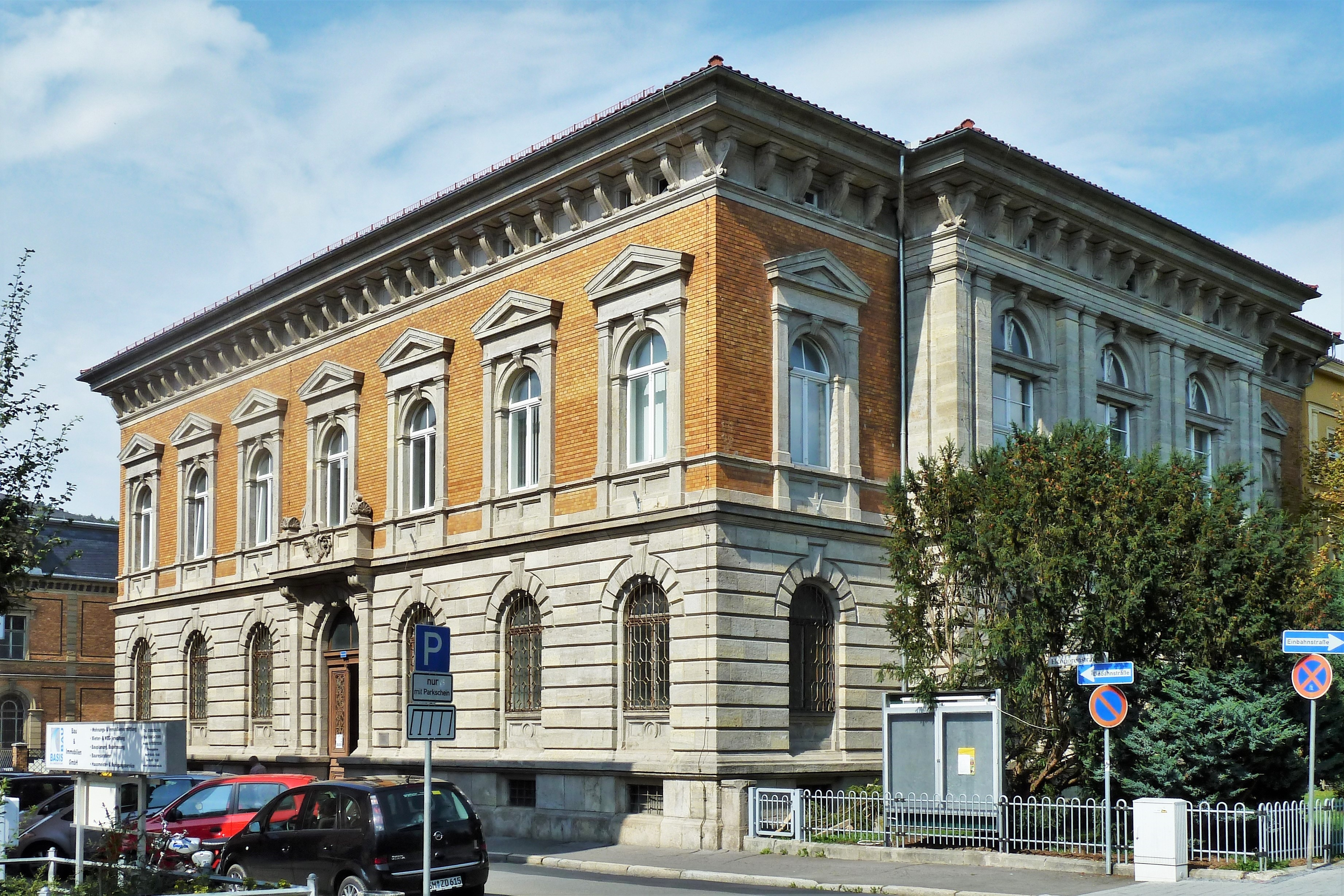
Das Landtagsgebäude in Meiningen

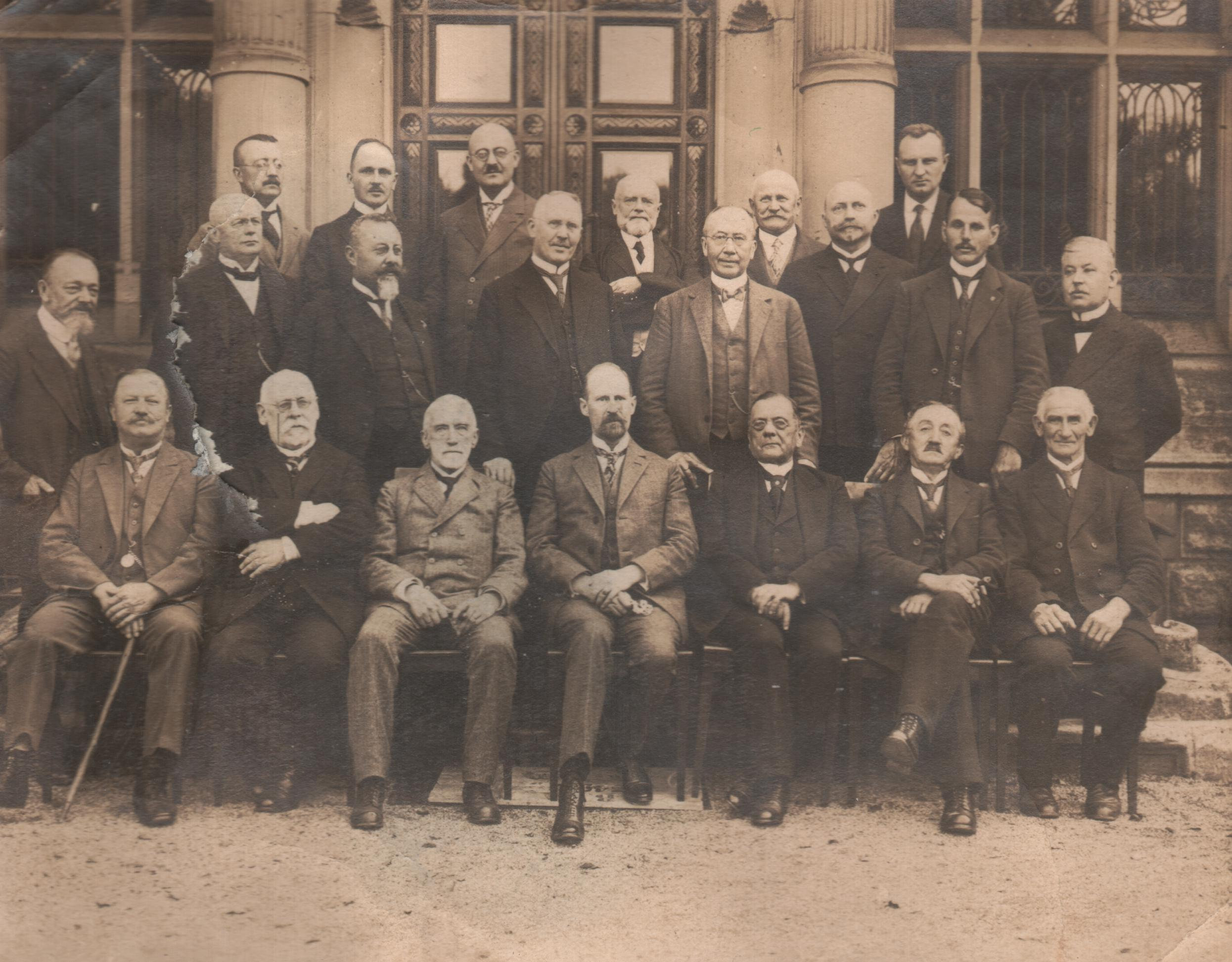
Mitglieder des Meininger Landtags 1920

- Landesregierung: Erster Staatsminister Ludwig von Türcke, beamtete Staatsräte Karl Marr und Ottomar Benz
 parlamentarische Staatsräte Arthur Hofmann (SPD), Karl Knauer (SPD), Heinrich Eckardt (SPD) und Adalbert Enders (DDP)
- Liste der Mitglieder des Landtages (Freistaat Sachsen-Meiningen)